# Wilhelm Korspeter
Wilhelm Korspeter (* 19. Oktober 1897 in Westerkappeln, Landkreis Tecklenburg; † 21. Januar 1967 in Osnabrück) war ein deutscher Politiker (SPD) und Mitglied des Niedersächsischen Landtages.

## Leben
Wilhelm Korspeter besuchte das Ratsgymnasium in Osnabrück. Er war Teilnehmer des Ersten Weltkrieges von 1914 bis 1918. Nach Kriegsende absolvierte er ein volkswirtschaftliches und staatswissenschaftliches Hochschulstudium in den Jahren 1919–1923, in dem er 1922 an der Hochschule für Staats- und Wirtschaftswissenschaften in Detmold den Diplom-Volkswirt erwarb. Danach war er von 1924 bis 1933 als Journalist tätig.
Aufgrund politischer Verfolgung war Korspeter in den Jahren 1933 bis 1939 arbeitslos. Er wurde von der Gestapo verhaftet und musste sich einem Verfahren wegen Vorbereitung zum Hochverrat unterziehen. Trotzdem engagierte er sich weiterhin mit illegaler politischer Arbeit.
Nach Ende des Zweiten Weltkrieges wurde Wilhelm Korspeter im Juni 1945 ernannter Stadtrat in Magdeburg. Da er die Zwangsvereinigung von SPD und KPD zur SED 1946 nicht unterstützte, geriet er unter politischen Druck; die Kommunisten stellten über ihn als Stadtrat fest:

„Sein politisches Verhalten ist das eines rechten Sozialdemokraten. Bei ihm sind bisher so gut wie keine Anzeichen vorhanden, dass er die ehrliche Zusammenarbeit mit den Kommunisten sucht“

Nachdem Korspeter beim Verbot der SPD in der Sowjetischen Besatzungszone durch die sowjetische Militäradministration gemaßregelt wurde, flüchtete er aus politischen Gründen im Februar 1946 in den Westen.
Bei der am 18. Juli 1946 in Hannover gegründeten Hannoverschen Presse übernahm Korspeter dort gemeinsam mit Walter Spengemann die Chefredaktion. Ihren Arbeitsplatz richteten sie im Kurierhaus in der Georgstraße ein.
In den Jahren 1957 bis 1966 war Wilhelm Kospeter Mitglied des Niedersächsischen Staatsgerichtshofes.
Vom 20. April 1947 bis 30. April 1951 war Korspeter Mitglied des Niedersächsischen Landtages (1. Wahlperiode). 